# Nancy Tyson Burbidge
Nancy Tyson Burbidge (Cleckheaton, Reino Unido, 5 de enero de 1912-Canberra, 4 de marzo de 1977) fue una botánica, taxónoma, conservacionista y curadora de herbario australiana.

## Biografía
Burbidge nace en Cleckheaton, Yorkshire; su padre, William Burbidge, fue un clérigo anglicano que emigró a Australia en 1913 cuando oposicionó por una parroquia en Australia Occidental. Se educa en Katanning (Kobeelya) en la Escuela de Niñas de la "Iglesia de Inglaterra - fundada por su madre Nancy Eleanor. Completa su escolarización en 1922 al graduarse en la Bunbury High School, y se marcha a estudiar a la "Universidad de Australia Occidental. Completará su BSc en 1937, y luego recibe un premio para viajar a Inglaterra donde permanece 18 meses en los Royal Botanic Gardens, Kew; estando allí hace una revisión del género australiano de gramínea Enneapogon. Al retornar a Australia continua su estudio de la flora de Australia a través de la "Universidad de Australia Occidental, compleando su M.Sc. en 1945.
En 1943 oposita y gana el cargo de Agrónomo Asistente en el "Waite Agricultural Research Institute" de Adelaida, donde comienza trabajos en especies nativas de pasturas para las regiones áridas y semiáridas de Australia del Sur. Y gana un nuevo puesto de botánica sistemática en la "División de Vegetales Industriales del CSIRO, en Canberra en 1946, trabajando en organizar y extender el herbario, primero como investigadora y luego agregando el de curadora; siendo responsable del comienzo de las fundaciones de los Herbarium Australiense, más tarde National Australian Herbarium.
Escribió "Llave para las especies de South Australia de Eucalyptus L'Hér. pero no se especializó en ese género. Su interés profesional en botánica sistemática se reflejó por su competente secretariado del "Comité de Botánica Sistemática de la Australian and New Zealand Association for the Advancement of Science desde 1948 a 1952. También editó Australasian Herbarium News hasta 1953, cuando tomó varios años como "Oficial Botánico Australiano de Enlace" en el Herbario de los Jardines de Kew. Estando en Kew fotografió e indexó especímenes tipos de plantas australianas y hecho copias de microfilmes de las libretas de notas de Robert Brown para el Herbario australiano.
Retorna a Australia en 1954 y comienza un muy productivo periodo de su carrera. Escribe un extenso Art. "La fitogeografí de la región australiana" que se publica en Australian Journal of Botany en 1960 contribuyendo a galardonarla con su doctorado por la "Universidad de Australia Occidental" en 1961. Su Dictionary of Australian Plant Genera se publica en 1963, y completará estudios de los géneros Nicotiana, Sesbania, Helichrysum. Muchas de sus publicaciones incluían sus propias ilustraciones. Después de resignar su cargo de curadora del herbario había estado muy involucrada en el desarrollo de Series de la Flora de Australia, dirigiendo el proyecto de 1973 a 1977. Además de sus libros, escribió más de 50 Arts. sobre fitogeografía, ecología, historia de la Botánica, y de géneros australianos. Por sus contribuciones a la Botánica es galardonada en 1971 con la medalla Clarke, por la Royal Society of New South Wales, y designada miembro de la Order of Australia en 1976.
Burbidge también se interesó en conservación de Australia. Siendo miembro fundadora de la Asociación de Parques nacionales del Territorio de la Capital Australiana en 1960, y dos veces fue su presidenta. Fue prominente en el lobby para establecer Parques nacionales como Tidbinbilla Nature Reserve y Namadgi National Park; establecidos luego de su deceso. Fue también miembro de la Australian Federation of University Women, sirviendo como presidenta de la "Rama Canberra" de 1959 a 1961, de la Asociación Femenina Pan-Pacífica del Sudeste Asiático, de 1957 a 1958, y como secretaria internacional entre 1961 y 1968.

## Honores

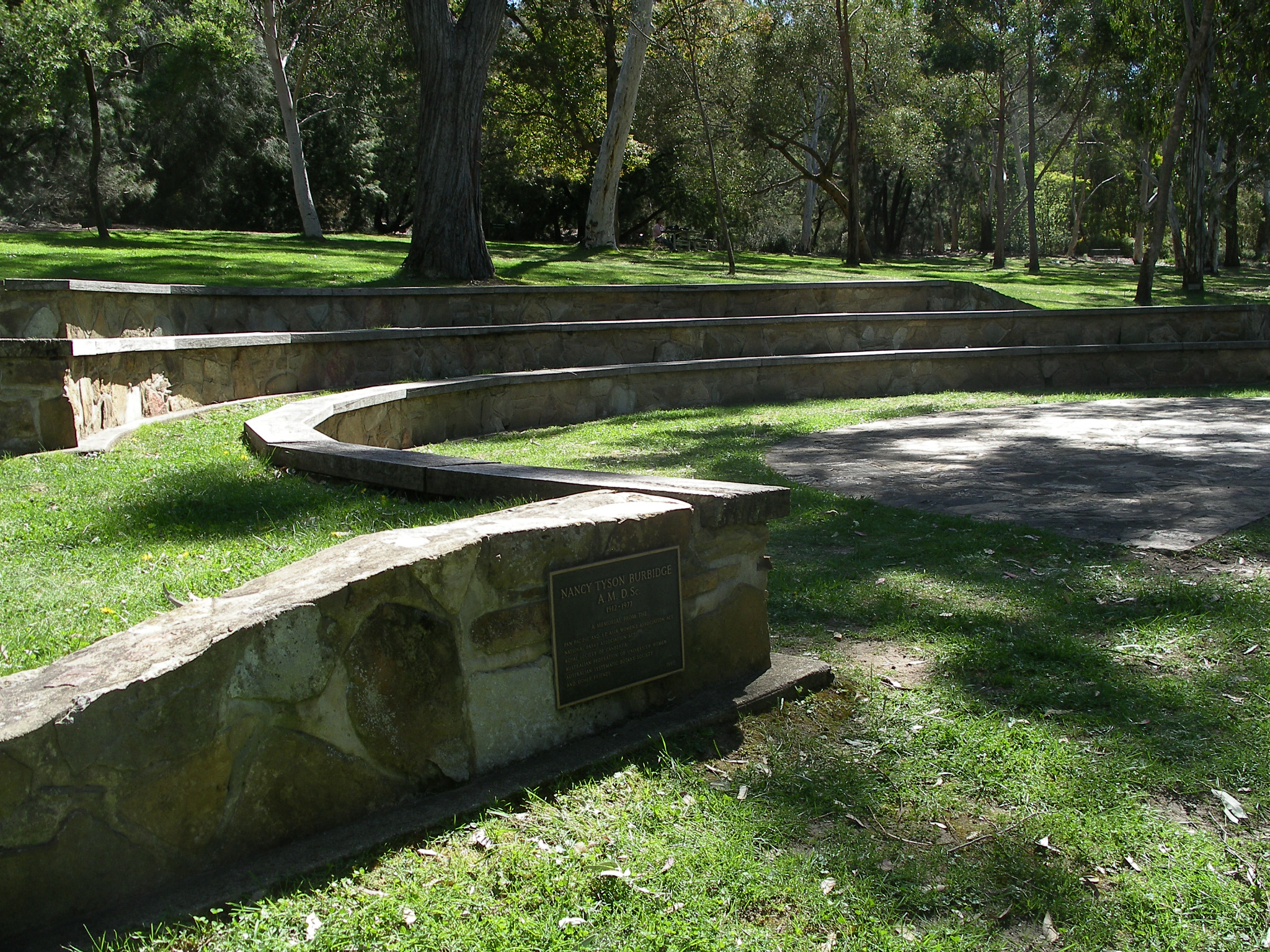
Anfiteatro Memorial Nancy T. Burbidge.

Sus contribuciones se honran con un altar frontal, mostrando banksias y aves honey-eaters, en la Iglesia Anglicana San Miguel, en Mount Pleasant, Australia Occidental, y en el Memorial Nancy T. Burbidge Memorial, un anfiteatro en el Australian National Botanic Gardens de Canberra. El Índice de Nombres de Plantas Australianas está dedicado a su memoria. Y un pico en Namadgi se llama "Monte Burbidge" en su honor.

## Algunas publicaciones
- The Wattles of the canadian Capital Territory, 1961
- Dictionary of Australian Plant Genera: Gymnosperms & Angiosperms. 1963 LCCN 65087091
- Australian Grasses, 2 vols. 1966-1970 ISBN 0-207-95263-9
- Flora of the Australian Capital Territory, con Max Gray. 1970 ISBN 0-7081-0073-2
- Plant Taxonomic Literature in Australian Libraries. 1978 ISBN 0-643-00286-3

- La abreviatura «N.T.Burb.» se emplea para indicar a Nancy Tyson Burbidge como autoridad en la descripción y clasificación científica de los vegetales.[9]